# Bachemã
Bachemã (Bačman; fl. 1229–36) foi um líder quipechaque no Baixo Volga pertencente ao clã Olberlique. Em 1229, lutou contra os invasores mongóis, que marcharam contra ele diante de um insubordinação quipechaque contra o domínio mongol. Como resultado, Mangu Cã capturou Bachemã e Cacirucule.